# Dzogchen Pönlop Rinpoche
Dzogchen Pönlop Rinpoche (tibetisch རྫོགས་ཆེན་དཔོན་སློབ་རིན་པོ་ཆེ། Wylie rdzogs chen dpon slob rin po che) ist eine Trülku-Linie der Nyingma- und Kagyü-Traditionen des tibetischen Buddhismus. Ihr traditioneller Sitz ist das Nyingmapa-Kloster Dzogchen in Dêgê, Kham, von dem sie die Äbte stellen. Der gegenwärtige Linienhalter, 7. Dzogchen Pönlop Rinpoche, ist Karma Sungrab Ngedön Tenpe Gyeltshen.

## Liste der Dzogchen Pönlop Rinpoches
| #  | Name (Liste tibetischer Namen und Titel) | Lebensdaten  | tibetisch                      | Umschrift nach Wylie                              |
| -- | ---------------------------------------- | ------------ | ------------------------------ | ------------------------------------------------- |
| 1. | Namkha Ösel                              | ?–1726       | ནམ་མཁའ་འོད་གསལ།                 | nam mkha' 'od gsal                                |
| 2. | Pema Sangnag Tendzin                     | 1731–1805    | པདྨ་གསང་སྔགས་བསྟན་འཛིན།            | padma gsang sngags bstan 'dzin                    |
| 3. | Namkha Chökyi Gyatsho                    | 1806–1821(?) | ནམ་མཁའ་ཆོས་ཀྱི་རྒྱ་མཚོ།              | nam mkha' chos kyi rgya mtsho                     |
| 4. | Jigme Chöying Ösel                       | ?            | འཇིགས་མེད་ཆོས་དབྱིངས་འོད་གསལ།        | 'jigs med chos dbyings 'od gsal                   |
| 5. | Könchog Tenpe Nyima                      | ?            | དཀོན་མཆོག་བསྟན་པའི་ཉི་མ།            | dkon mchog bstan pa'i nyi ma                      |
| 6. | Jigdral Tshewang Dorje                   | 1925–1962    | འཇིགས་བྲལ་ཚེ་དབང་རྡོ་རྗེ།             | 'jigs bral tshe dbang rdo rje                     |
| 7. | Karma Sungrab Ngedön Tenpe Gyeltshen     | * 1965       | ཀརྨ་གསུང་རབ་ངེས་དོན་བསྟན་པའི་རྒྱལ་མཚན། | kar ma gsung rab nges don bstan pa'i rgyal mtshan |